# Kloster Kärkna
Kloster Kärkna (Falkenau, Valkena) ist ein ehemaliges Zisterzienserkloster in Estland.

## Lage
Das Kloster liegt rund acht Kilometer nördlich der estnischen Stadt Tartu (Dorpat) im Dorf Lammiku, nahe der Mündung des Flusses Amme in den Emajõgi (Embach).

## Geschichte
Das Kloster wurde vor 1233 vom Dorpater Bischof Hermann I. gestiftet und mit Mönchen aus Kloster Pforta aus der Filiation von Kloster Morimond über Kloster Kamp und Kloster Walkenried besetzt. Eine erste Zerstörung durch heidnische Bewohner aus der Umgebung wird für das Jahr 1234 erwähnt. Nach Angriffen russischer Fürsten aus Susdal und Nowgorod wurde das Kloster um das Jahr 1240 in Form einer mit einem rechteckigen Granitwall und Wassergraben umgebenen Festung wiederaufgebaut. Im Jahr 1305 wurde es dem im Vorjahr an den Zisterzienserorden angeschlossenen Kloster Stolpe an der Peene in Pommern unterstellt. 
Im August 1558 wurde das Kloster zu Beginn des Livländischen Krieges zerstört. Fundamentreste sowie die Wälle sind erhalten.

## Bauten und Anlage
Die rund 47 m lange rechteckige Kirche war einschiffig mit fünf gewölbten Jochen und einer (für Zisterzienseranlagen ungewöhnlichen) zweischiffigen Krypta mit je zehn Jochen, die als Grablege und zugleich als Schutzraum diente. Im Süden schloss sich das Klausurgeviert mit einem Kapitelsaal im Ostflügel an.

## Äbte
- P... – 1234
- Gottfried – 1253
- B... – 1264
- Winand – 1277–1288
- Daniel – 1295–1298
- Johannes von Hapsal – vor 1304
- Dietmar – 1304–1308
- Hermann – 1327–1336
- Eberhard – 1346
- Johannes – 1354
- Albert – 1388–1397
- Bertold – 1411–1433
- Gottfried Mäke – 1462–1466
- Johannes – 1484
- Lambert – 1504–1525
- Christoph Hogenstein – 1528–1535
- Gerhard – 1538–1540
- Hermann Wesel – 1544–1558 (auch Bischof von Dorpat ab 1554)